# 검은 신, 하얀 악마
《검은 신, 하얀 악마》(God And The Devil In The Land Of The Sun, Deus e o Diabo na Terra do Sol)는 브라질에서 제작된 글라우버 로샤 감독의 1964년 영화이다. Luiz Augusto Mendes 등이 제작에 참여하였다.

## 출연
- 오손 바스토스
- 안토니오 핀토

## 기타
- 제작팀장: 글라우버 로샤
- 제작팀장: Jarbas Barbosa
- 의상: Paulo Gil Soares

## 같이 보기
- 제37회 아카데미상 외국어영화상 출품작 목록